# La princeseta
La princeseta (títol original: A Little Princess) és una pel·lícula estatunidenca dramàtica, dirigida per Alfonso Cuarón, estrenada l'any 1995. Es tracta d'una adaptació cinematogràfica de la novel·la homònima de Frances Hodgson Burnett. Ha estat doblada al català.

## Argument
Quan el seu pare s'allista a l'exèrcit britànic per lluitar contra els alemanys durant la Primera Guerra Mundial, Sara Crewe (Liesel Matthews) és enviada a un internat a Nova York. Allà manté relacions molt tumultuoses amb Miss Minchin (Eleanor Bron), la severa directora que veu de mal ull els somnis de princesa de la jove.
Però vet aquí que de sobte el pare de la jove somiadora desapareix en el combat. Es troba sola i sense diners. La severa i agra Miss Minchin la guardarà sota el seu sostre a condició que esdevingui servidora a la casa. La princeseta només només té els seus somnis, i encara que siguin gairebé esborrats per les seves llàgrimes, la mantindran en vida fins que un esdeveniment inesperat es produeixi.

## Repartiment
- Liesel Matthews: Sara Crewe
- Eleanor Bron: Miss Maria Minchin
- Liam Cunningham: Capità Crewe / Princessa Rama
- Taylor Fry: Lavinia
- Vanessa Lee Chester: Becky
- Heather DeLoach: Ermengarde
- Arthur Malet: Charles Randolph
- Errol Sitahal: Ram Dass
- Rusty Schwimmer: Miss Amelia Minchin
- Alison Moir: Princessa Sita
- Peggy Miley: Mabel, la cuinera
- Rachael Bella: Betsy
- Kelsey Mulrooney: Lottie
- Time Winters: Frances
- Lomax Study: Monsieur Dufarge, el professor de francès (VO)
- Vincent Schiavelli: Mr. Barrow, le notari
- Camilla Belle: Jane
- Alexandra Rea-Baum: Gestrude
- Darcie Bradford: Jesse
- Kaitlin Cullum: Ruth
- Lauren Blumenfeld: Rosemary

## Premis i nominacions
| Data | Distinció                                  | Categoria                               | Nom                                  | Resultat  |
| ---- | ------------------------------------------ | --------------------------------------- | ------------------------------------ | --------- |
| 1995 | Premis Circuit Community                   | Millor direcció artística               | Bo Welch, Cheryl Carasik             | nominat   |
| 1995 | Premis Circuit Community                   | Millor vestuari                         | Judianna Makovsky                    | nominat   |
| 1995 | Premis Los Angeles Film Critics Associació | Millor film                             | La Petita Princesa                   | 2n lloc   |
| 1995 | Premis Los Angeles Film Critics Associació | Millor direcció artística               | Bo Welch                             | guanyador |
| 1995 | Premis Los Angeles Film Critics Associació | Millor música                           | Patrick Doyle                        | guanyador |
| 1995 | Premis Los Angeles Film Critics Associació | Premi del New Generation                | Alfonso Cuarón                       | guanyador |
| 1996 | Premis Oscar de 1995                       | Millor direcció artística               | Bo Welch, Cheryl Carasik             | nominat   |
| 1996 | Premis Oscar de 1995                       | Millor fotografia                       | Emmanuel Lubezki                     | nominat   |
| 1996 | Premi Young Artist                         | Millor film familial dramàtic           | La Petita Princesa                   | nominat   |
| 1996 | Premi Young Artist                         | Millor jove actriu a un paper principal | Vanessa Lee Chester, Liesel Matthews | nominat   |

## Crítica
- "Interessantíssima cinta d'aventures. (...) Història sensible i molt entretinguda"[3]